# Городище (Шелковская волость)
Городище — деревня в Великолукском районе Псковской области России. Входит в состав сельского поселения «Черпесская волость».
Расположена на севере района, на правом берегу реки Ловать при впадении в неё Ольшанки, в 30 км к северу от райцентра Великие Луки и в 12 км к югу от волостного центра, деревни Черпесса.

## Население
| 2001 | 2002 | 2010 |
| ---- | ---- | ---- |
| 2    | →2   | →2   |

Численность населения деревни по состоянию на 2000 год составила 2 жителя, на 2010 год — 2 жителя.